# Walter Hines Page
Walter Hines Page (Cary, 15 de agosto de 1855-Pinehurst, 21 de diciembre de 1918) fue un periodista, editor y diplomático estadounidense. Fue embajador de Estados Unidos en Gran Bretaña durante la Primera Guerra Mundial. Después de que estalló la Primera Guerra Mundial en 1914, Page se mostró tan entusiasta a favor de Gran Bretaña durante el período de neutralidad estadounidense (antes de abril de 1917) que Wilson y otros altos funcionarios descartaron cada vez más sus puntos de vista. Page jugó un papel decisivo en la negociación de la venta de materiales de guerra estadounidenses, incluidas municiones, alimentos y suministros, a los británicos, ayudando a garantizar que tuviera los recursos que necesitaba para continuar la lucha contra Alemania.
Page hizo importantes contribuciones a los campos del periodismo y la literatura. Fundó el State Chronicle, un periódico en Raleigh, Carolina del Norte, y trabajó con otros líderes para obtener la aprobación legislativa para lo que ahora se conoce como la Universidad Estatal de Carolina del Norte, que se estableció como una universidad concesionaria de tierras en 1885. Trabajó en varios periódicos, incluidos el New York World y el Evening Post, se desempeñó como editor del Atlantic Monthly durante un año entre 1895 y 1896, y también desempeñó un papel importante en el establecimiento de Doubleday, Page & Company, una destacada editorial. que produjo las obras de numerosos autores conocidos como Rudyard Kipling y Henry James. Además, Page fue un crítico literario que promovió activamente las obras de los escritores sureños y jugó un papel crucial en la configuración del desarrollo de la literatura sureña.

## Biografía
Page nació en Cary, Carolina del Norte, de padre Allison Francis «Frank» Page y su esposa, Catherine Frances Raboteau. Su padre construyó el hotel Page-Walker alrededor de 1868. Walter comenzó sus estudios universitarios en Trinity College (ahora Universidad Duke), completó su licenciatura en Randolph-Macon College y comenzó una maestría en la Universidad Johns Hopkins. Una vez finalizados sus estudios, enseñó durante un tiempo en Louisville, Kentucky.
El 15 de noviembre de 1880, Page se casó con Willa Alice Wilson. Tuvieron una hija y tres hijos, incluido Arthur W. Page .
Page comenzó su carrera periodística como escritor y luego editor en St. Joseph Gazette en Misuri. (La St. Joseph Gazette se publicó en esa ciudad desde 1845 hasta el 30 de junio de 1988, cuando su periódico hermano, el St. Joseph News-Press, asumió su puesto matutino). Después de un breve período en la Gazette, en 1881 Page renunció a viajar por el Sur, habiendo dispuesto contribuir con cartas sobre las condiciones sociológicas del Sur al New York World, al Springfield Republican de Massachusetts y al Boston Post. Su intención era que estas cartas educaran tanto al Norte como al Sur para que comprendieran mejor su dependencia mutua. En 1882, se incorporó a la redacción del New York World; entre sus principales trabajos se encontraba una serie de artículos sobre el mormonismo, resultado de una investigación personal en Utah.
Más tarde, en 1882, Page fue a Raleigh, Carolina del Norte, donde fundó el State Chronicle. Dos años más tarde, fue miembro fundador del Watauga Club, junto con Arthur Winslow y William Joseph Peele. Juntos, solicitaron a la Asamblea General de Carolina del Norte a principios de 1885 que creara una institución de educación industrial para «trabajo en madera, minería, metalurgia, agricultura práctica» y campos similares; estableciendo lo que ahora es la Universidad Estatal de Carolina del Norte, una universidad concesionaria de tierras, que podría recibir fondos federales.
Page regresó a Nueva York en 1883 y durante cuatro años formó parte del personal del Evening Post. De 1887 a 1895 fue director y, después de 1890, editor de The Forum, revista mensual. De 1895 a 1900, fue asesor literario de Houghton, Mifflin and Company, y durante la mayor parte del mismo período editor del Atlantic Monthly (1896-1899).
De 1900 a 1913, Page fue socio y vicepresidente de Doubleday, Page & Co.; cuando se unió a Frank Nelson Doubleday como socio, el nombre de la empresa se cambió para incluir el suyo. También fue editor de la revista World's Work. Doubleday, Page & Co. se convirtió en una de las grandes editoriales de libros del siglo XX. La compañía publicaba en ocasiones bajo el nombre «Country Life Press» en Garden City, Nueva York, donde Page residió en los años previos a la Primera Guerra Mundial. Entre los grandes escritores que publicó en sus primeros años se encontraba Rudyard Kipling. En 1986 fue adquirida por Bertelsmann AG.
Page creía que una educación gratuita y abierta era fundamental para la democracia. En 1902, publicó The Rebuilding of Old Commonwealths, que enfatizaba esto. En su opinión, nada (clase, medios económicos, raza o religión) debería ser una barrera para la educación.

### Embajador

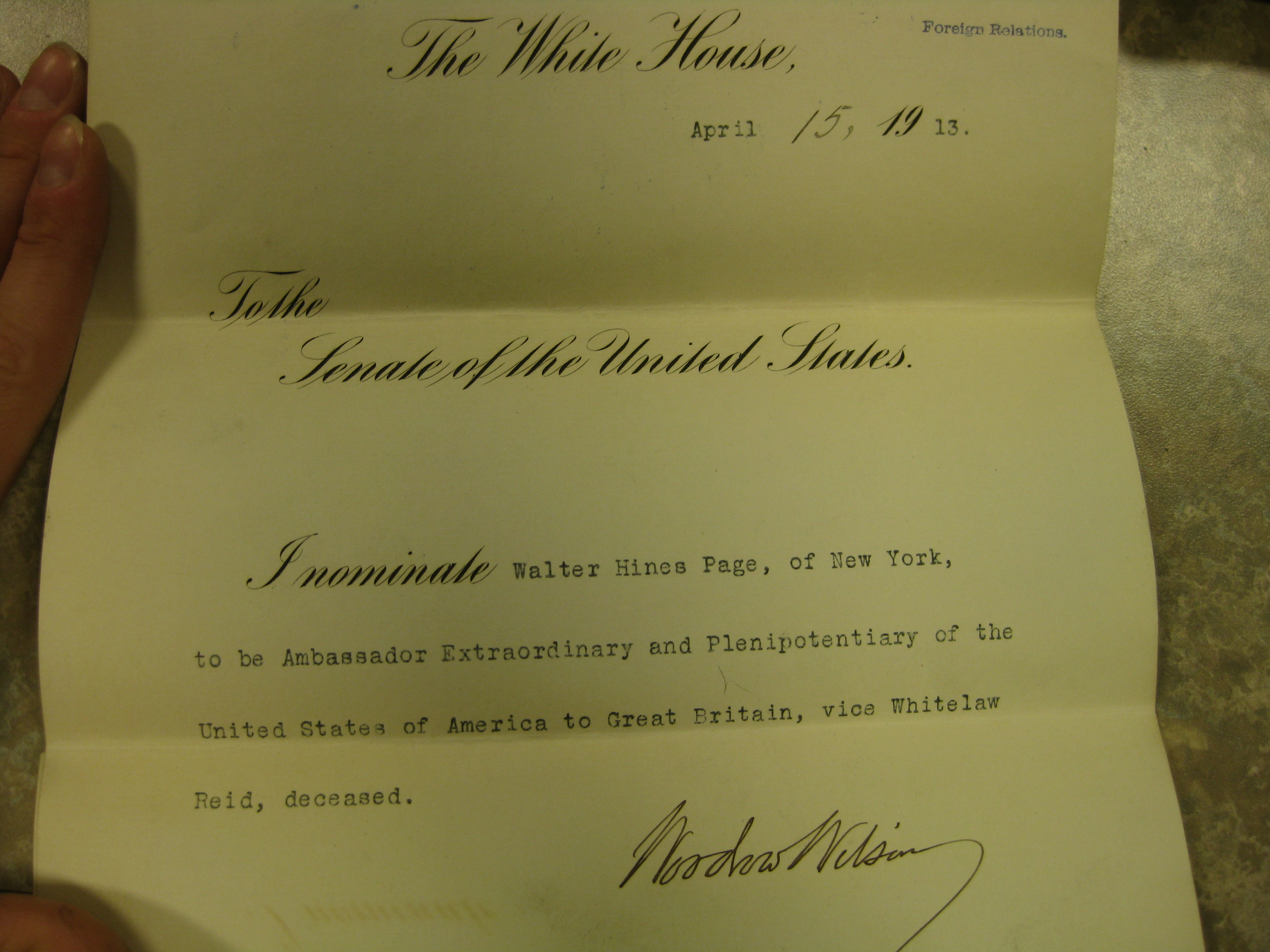
Nominación de Page como embajador del Reino Unido.

En marzo de 1913, Page fue nombrado embajador de Estados Unidos en Gran Bretaña por el presidente Woodrow Wilson. En agosto de 1915, la hija de Page, Katharine, se casó con el arquitecto Charles Greely Loring, con sede en Boston, en una ceremonia en el Palacio de St James en Londres.
Page fue una de las figuras clave involucradas en llevar a Estados Unidos a la Primera Guerra Mundial del lado aliado. Orgulloso sureño, admiraba sus raíces británicas y creía que los británicos estaban librando una guerra por la democracia. Como embajador, defendió las políticas británicas ante Wilson y ayudó a moldear una inclinación pro-Aliada en el presidente y en Estados Unidos en su conjunto. Un mes después de que Page enviara un mensaje a Wilson, el presidente solicitó y recibió una declaración de guerra a Alemania.
Page fue criticado por su postura descaradamente probritánica por aquellos que pensaban que su prioridad debería ser defender los intereses estadounidenses frente al duro manejo británico del transporte marítimo estadounidense. Él y su personal tuvieron que lidiar con el reclamo británico del derecho a detener y registrar barcos estadounidenses, incluido el examen de las valijas postales; el bloqueo comercial (1915); y la «lista negra», los nombres de empresas estadounidenses con las que los británicos prohibieron todo trato financiero y comercial a sus ciudadanos (1916).
En 1918, Page enfermó y renunció a su puesto de embajador ante la Corte de St. James. Regresó a su casa en Pinehurst, Carolina del Norte, donde murió. Está enterrado en el cementerio Old Bethesda en Aberdeen, Carolina del Norte.

## Legado y honores
- Se instaló una placa conmemorativa en su honor en la Abadía de Westminster en Westminster, Londres, Reino Unido.[9]
- The Life and Letters of Walter H. Page (1923), de Burton J. Hendrick, recibió el Premio Pulitzer de Biografía, y The Training of an American: The Early Life and Letters of Walter H. Page de Hendrick recibió el Premio Pulitzer para biografía en 1929.
- La Escuela de Relaciones Internacionales Walter Hines Page de la Universidad Johns Hopkins, que existió desde 1930 hasta 1953, lleva su nombre.
- Walter Hines Page Senior High School en Greensboro, Carolina del Norte, la cátedra de Profesor de Investigación de Literatura Walter Hines Page (actualmente ocupada por Ariel Dorfman) en la Universidad de Duke, la biblioteca Walter Hines Page (ahora McGraw-Page) en Randolph-Macon College en Ashland, Virginia, y el capítulo de Londres de las Hijas de la Revolución Americana recibieron su nombre.
- Hoy en día, la English-Speaking Union (ESU) otorga becas a nombre de Walter Hines Page a profesores del Reino Unido para estudiar en Estados Unidos y Canadá..[10]
- Page Hall de la Universidad Estatal de Carolina del Norte recibió su nombre en su honor.[11]

## Lectura adicional
- Cooper Jr., John Milton. Walter Hines Page: The Southerner As American, 1855-1918 (UNC Press Books, 2018). en línea
- Cooper, John Milton. "Walter Hines Page: The Southerner as American". Virginia Quarterly Review 53.4 (1977): 660-676. en línea
- Doenecke, Justus D. "Neutrality Policy and the Decision for War". en A Companion to Woodrow Wilson (2013): 241-269. en línea
- Gregory, Ross. Walter Hines Page: Ambassador to the Court of St. James's. (University Press of Kentucky, 2014). en línea
- Hendrick, Burton J. The Life and Letters of Walter H. Page (1922); vol 1 en línea ver también vol 2 en línea
- Hendrick, Burton J. The Training of an American: The Earlier Life and Letters of Walter H. Page (1929). en línea
- Kihl, Mary R. "A Failure of Ambassadorial Diplomacy". Journal of American History 57.3 (1970): 636-653. en línea
- Sellers, Charles Grier. "Walter Hines Page and the Spirit of the New South". North Carolina Historical Review 29.4 (1952): 481-499. en línea